# YDreams Global
YDreams Global é uma empresa brasileira de tecnologia e design com foco em inovação, presente também no Canadá, Alemanha e atualmente visa entrada no mercado estadunidense. A empresa foi criada em 2016, após a conclusão de um processo de fusão reversa com a YDreams, sediada em Portugal. Atualmente, as empresas não possuem ligação, sendo a YDreams Global uma companhia completamente autônoma da original YDreams.
Sediada em São Paulo e Rio de Janeiro, a YD Global está listada na TSX Ventures, a Toronto Stock Exchange, uma das principais bolsas de valores do mundo. A abertura de capital intensificou os negócios e dez da YDreams Global a primeira empresa de tecnologia sediada no Brasil a fazer parte do mercado financeiro.

## Área de atuação
A área de atuação da YDreams Global é realidade virtual, realidade aumentada e mixed realitiy. A companhia cria e entrega produtos, serviços e conhecimento em forma de lojas conceito, exposições imersivas, museus interativos, salas de inovação, stands corporativos tecnológicos, touchpoints e expositores sensoriais para varejo. Conta com uma equipe multidisciplinar.
A agência assina a Nave do Conhecimento Cidade Olímpica, inaugurada no Engenhão, projeto da Secretaria de Ciência e Tecnologia da Cidade do Rio.

## Entrada na bolsa de valores
No mesmo ano de criação da YDreams Global, 2016, a empresa fechou um acordo de fusão com a canadense Apple Capital, tornando-se a primeira empresa de tecnologia brasileira listada na TSX Ventures, bolsa eletrônica do grupo TMX, que também é proprietário da Bolsa de Valores de Toronto.
A Apple Ventures, originalmente criada com foco em investimentos em mineração, voltou suas atenções para o segmento de tecnologia. Fará aporte de 1,8 milhão de dólares canadenses (R$ 4,48 milhões) na YDreams Brasil, que foi avaliada em 4,6 milhões de dólares canadenses, valor compatível com a participação da agência em bolsa. Os recursos serão utilizados para abrir caminho para a expansão internacional da empresa, via Canadá e pela América do Norte.